# Triple Play

Схема организации Triple Play

TriplePlay — маркетинговый телекоммуникационный термин, описывающий модель, когда пользователям по одному кабелю широкополосного доступа предоставляется одновременно три сервиса — высокоскоростной доступ в Интернет, кабельное телевидение и телефонная связь.

## Quadruple play
Так называемый quadruple play-сервис, интегрирует вдобавок сервис мобильной связи. Одним из вариантов реализации является добавление к привычному режиму GSM-связи мобильного телефона ещё WiFi-режима. Таким образом снижается себестоимость организации мобильной связи в пределах области действия WiFi-передатчика.